# Châu Tiến, Nghệ An
Châu Tiến là một xã thuộc tỉnh Nghệ An, Việt Nam. Xã được hình thành trên cơ sở sáp nhập các xã Châu Tiến, Châu Bính, Châu Thắng và Châu Thuận của huyện Quỳ Châu trong đợt Sáp nhập tỉnh thành Việt Nam 2025.

## Địa lý
Xã Châu Tiến có vị trí địa lý:
- Phía Đông giáp tỉnh Thanh Hóa
- Phía Nam giáp xã Quỳ Châu và xã Hùng Chân
- Phía Tây giáp xã Quế Phong và xã Tiền Phong
- Phía Bắc giáp xã Tiền Phong và tỉnh Thanh Hóa

Xã Châu Tiến có diện tích tự nhiên 247,16 km2.

## Hành chính và tên gọi
Xã Châu Tiến được thành lập theo Nghị quyết số 1678/NQ-UBTVQH15 của Ủy ban Thường vụ Quốc hội Việt Nam, ban hành ngày 16 tháng 6 năm 2025. Theo đó, sắp xếp toàn bộ diện tích tự nhiên, quy mô dân số của các xã Châu Tiến, Châu Bính, Châu Thắng và Châu Thuận thuộc huyện Quỳ Châu trước đây thành một xã mới có tên gọi là xã Châu Tiến.
Sau sắp xếp xã có diện tích tự nhiên: 247,16 km2, quy mô dân số: 18.060 người.

## Du lịch
Hang Bua là di tích nổi tiếng của huyện Quỳ Châu, nằm tại bàn Hồng Tiến 1. Mỗi năm nơi đây lại đón chào hàng ngàn du khách từ khắp nơi đổ về tham gia lễ hội Hang Bua

## Giao thông
Xã Châu Tiến có quốc lộ 48A đi qua